# Špindl
Špindl je zimní komedie Milana Cieslara z roku 2017. Hlavní role ztvárnili Anna Polívková, Anita Krausová, Kateřina Klausová, David Gránský, Jan Révai, Jakub Kohák, Oldřich Navrátil, Jitka Sedláčková a Martin Siničák. V roce 2019 bylo natočeno pokračování Špindl 2.

## Obsazení
| Anna Polívková      | Katka                         |
| Anita Krausová      | Magi                          |
| Kateřina Klausová   | Eliška                        |
| Oldřich Navrátil    | Ctirad                        |
| Jitka Sedláčková    | Šárka                         |
| David Gránský       | Tony                          |
| Jakub Kohák         | Mrkvička                      |
| Jan Révai           | Hynek                         |
| Martin Siničák      | Honza                         |
| Tereza Taliánová    | Anička                        |
| Karel Zima          | Theodor Horák                 |
| Lukáš Pavlásek      | recepční                      |
| Leoš Noha           | autobusák                     |
| Marek Vašut         | forexák Kamil                 |
| Roman Blumaier      | Lukáš                         |
| Jan Plouhar         | frontman                      |
| Alice Bendová       | nevěrnice Monika Křivohlavová |
| Igor Rattaj         | elegán 1                      |
| Lukáš Langmajer     | elegán 2                      |
| Igor Bareš          | Křivohlavý                    |
| Sandra Černodrinská | asistentka Blanka             |
| Simona Prasková     | Kudrnová                      |
| Petr Kolář          | otec Tonyho                   |
| Kamila Kikinčuková  | smolařka                      |
| Jiří Maryško        | skřehotal                     |
| Tereza Volánková    | boubelka                      |
| Robert Štaffen      | kytarista                     |
| Martin Dušek        | bubeník                       |
| Aneta Krejčíková    | kurýrka                       |
| Josef Mladý         | harmonikář                    |
| Vladimír Basjuk     | tatér                         |
| Michal Slaný        | asistent                      |
| Markéta Burešová    | lékárnice                     |
| Stephane Poignant   | fotograf                      |
| Petr Macháček       | číšník                        |
| Václav Faltus       | hlas Václava Klause           |